# Rewolucja na granicie
Rewolucja na granicie (ukr. Революція на граніті, Rewolucija na hraniti) – studencka akcja protestacyjna, mająca miejsce w Kijowie na Ukrainie od 2 do 17 października 1990 r. Jednym z postulatów studentów była rezygnacja przewodniczącego Rady Ministrów Ukraińskiej SRR Witalija Masoła. W wyniku protestów Masoł został zmuszony do rezygnacji i został zastąpiony przez Witolda Fokina.
Ukraina jako Ukraińska Socjalistyczna Republika Radziecka była w tamtym czasie częścią Związku Radzieckiego (od 1922 r. aż do ogłoszenia niepodległości od ZSRR, co nastąpiło dopiero prawie rok po tej akcji – 24 sierpnia 1991 r.), a Kijów był stolicą republiki związkowej ZSRR.
„Rewolucja na granicie” jest uważana za pierwszy poważny protest polityczny na Ukrainie; skoncentrowany był na centralnym placu stolicy, noszącym wówczas (od 1977 r.) nazwę placu Rewolucji Październikowej, a od 1991 r. Majdanu Niepodległości; następne takie protesty to Pomarańczowa Rewolucja 2004 i Euromajdan 2013–2014.

## Przebieg wydarzeń
Ukraiński Związek Studentów powstał w sierpniu 1989 roku. Po wyborach parlamentarnych na Ukrainie w marcu 1990 roku organizacja ta była głęboko niezadowolona z ich wyników, wskutek których Komunistyczna Partia Ukrainy zdobyła 331 mandatów w Radzie Najwyższej Ukraińskiej SRR (parlamencie Ukraińskiej SRR) a Blok Demokratyczny jedynie 111 mandatów. Lider studencki Ołes Donij oświadczył, że Blok Demokratyczny powinien był zdobyć większość. Następnie Związek Studentów rozpoczął przygotowania do protestu na dużą skalę, który później stał się znany jako „Rewolucja na granicie”.
2 października 1990 roku studenci ogłosili strajk głodowy i zajęli kijowski plac Rewolucji Październikowej. Podjęli decyzję o nieskorzystaniu z pierwotnie zaplanowanego miejsca protestu w Parku Maryjskim, ponieważ cały ten teren był obstawiony milicją (sowiecką policją). Dzień rozpoczął się wiecem z udziałem około stu tysięcy osób, zainicjowanym przez Ukraiński Ruch Ludowy, Ukraińską Partię Republikańską i inne mniejsze organizacje patriotyczne. Podczas protestu, na znak solidarności ze studentami, odbyły się różne inne marsze, których uczestników liczono w dziesiątki tysięcy. Również organizacje robotnicze zebrały się w tej sprawie, wzywając do ogólnokrajowych strajków. Podczas protestu wybitne osobistości kultury, politycy opozycji i sowieccy dysydenci odwiedzili studentów, aby wyrazić swoje poparcie. W jednym z pierwszych dni protestów do protestujących przybył także przewodniczący Rady Najwyższej Ukraińskiej SRR Leonid Krawczuk.
Protestujący chcieli uniemożliwić podpisanie nowego traktatu związkowego, żądali nowych wielopartyjnych wyborów parlamentarnych najpóźniej wiosną 1991 roku. Domagali się, by Ukraińcy służbę wojskową (w Siłach Zbrojnych ZSRR) pełnili tylko w Ukraińskiej Socjalistycznej Republice Radzieckiej, by znacjonalizowano majątek Komunistycznej Partii Ukrainy i Komsomołu oraz żądali dymisji Przewodniczącego Rady Ministrów Ukraińskiej SRR Witalija Masoła. Żądanie niepodpisywania nowo proponowanego Traktatu Związkowego, który przekształciłby Związek Radziecki w Związek Suwerennych Republik Radzieckich, był częścią ówczesnego odrodzenia ukraińskiego nacjonalizmu.
W pierwszej dobie protestu na placu nocowało zaledwie kilkudziesięciu studentów z Kijowa, Lwowa, Dnieprodzierżyńska, Iwano-Frankiwska i kilku innych miast. W ciągu kilku dni było ich już kilkuset wraz z kilkudziesięcioma tysiącami wspierających ich Ukraińców. 
Studenci ustawili na placu namioty i półnamioty. Protest na granicie wziął swoją nazwę właśnie od ustawienia tych namiotów na granitowej nawierzchni placu. Spośród wszystkich protestujących około dwustu podjęło strajk głodowy. Następnie przed Radą Najwyższą Ukraińskiej SRR utworzono kolejny obóz. Ponieważ posłowie także stanęli po stronie studentów, student Ołes Donij z Dnieprzańskiego Uniwersytetu Narodowego przedłożył postulaty protestujących w parlamencie USRR.
23 października 1990 r. Rada Najwyższa USRR przyjęłą rezygnację Witalija Masoła; został on zastąpiony przez Witolda Fokina. Cztery pozostałe postulaty studentów nie zostały początkowo spełnione. Wkrótce jednak pobór wojskowy został ograniczony do terytorium Ukrainy, nowy planowany traktat związkowy nie został wzięty pod uwagę, a wielopartyjne wybory odbyły się cztery lata później – w wyborach parlamentarnych na Ukrainie w 1994 roku.

## Skutki długoterminowe
Część organizatorów „Rewolucji na granicie” później stała się wiodącymi postaciami w organizacji Pomarańczowej Rewolucji w 2004 roku, np. Mychajło Swistowicz i Wjaczesław Kyryłenko rozpoczęli karierę polityczną od udziału w 1990 roku w tym wydarzeniu.
„Rewolucja na granicie” jest postrzegana jako pierwszy poważny protest polityczny na Majdanie Niepodległości, późniejsze – Pomarańczowa Rewolucja z 2004 roku i Euromajdan 2013-2014 – w dużej mierze naśladowały ten sam styl protestu: zajęcie dużego placu i zbudowanie tam sceny, na której występowali artyści.